# Baal Szem Tow
Baal Szem Tow, właśc. Izrael ben Eliezer, znany także pod akronimem BeSzT (ur. ok. 1700 w Okopach Świętej Trójcy, zm. 21 maja 1760 w Międzybożu) – żydowski mistyk, uznawany za twórcę chasydyzmu polskiego.
Przydomek Baal Szem Tow (hebr. ‏בעל שם טוב‎) tłumaczony jest różnie, m.in. jako Mistrz Świętego Imienia, Pan Dobrego Imienia lub Mąż Dobrej Sławy. Opócz przydomku używa się akronimu BeSzT (hebr. ‏בעש"ט‎).

## Życiorys
Większość podań o jego życiu ma charakter legendarny.
Według podań był synem Eliezera i Sary. Miał pochodzić z biednej rodziny i zostać osierocony w wieku 5 lat. Miał zostać adoptowany i wychowany przez lokalną społeczność.
Był samoukiem, pracował jako pomocnik w chederze, a następnie jako szames w synagodze w Jazłowcu. W młodości zainteresował się praktyką kabalistyczną. Początkowo był prawdopodobnie członkiem grupy zwolenników Szabetaja Cwi i sabataizmu. Nigdy nie pełnił żadnego urzędu rabinackiego.
W wieku dwudziestu kilku lat zamieszkał w Karpatach, gdzie jako pustelnik miał doznać „objawienia”. Powszechnie znany był jako ludowy lekarz, uzdrowiciel i cudotwórca – baal szem, działalność taką podjął prawdopodobnie około 1733 roku. Prawdopodobnie przez kilka lat mieszkał i pracował w Tłustem. Od 1739 roku mieszkał w Międzybożu, gdzie posiadał obszerny dom, który wynajmowany był mu przez kahał, był również zwolniony ze wszystkich podatków. Był przywódcą grupy ascetów i mistyków skupionych wokół bet midraszu. Zajmował się z nimi studiowaniem Tory i kabały.
Według przekazów jego żoną miała być Hana, według niektórych badaczy było to jego drugie małżeństwo. Jego jedynym synem był Cwi Baal Szem Tow. Jego wnukami byli Mojżesz Chaim Efraim z Sudyłkowa i Nachman z Bracławia.

## Doktryna
Nie pozostawił po sobie żadnych pism, sprzeciwiał się spisywaniu jego ezoterycznych nauk. Jego życie stało się obiektem chasydzkiej hagiografii, powstał m.in. zbiór podań i legend Sziwchej haBeszt (Ku chwale Beszta).
Centralne miejsce w doktrynie Baal Szem Towa zajmowała ekstatyczna modlitwa, w której dużą rolę odgrywały gwałtowne ruchy ciała, które miały pomóc w wejściu w trans – hitlahawut, nazywany przez niego „wstępowaniem duszy” do nieba, gdzie dusza miała zdobywać wiedzę i interweniować w ziemskich sprawach. Ważną częścią doktryny było także dewekut –  mistyczne „przylgnięcie” do Boga. Odrzucał ascetyzm na rzecz dbania o ciało, które miało pomóc w dbaniu o duszę. Uważał również, że najważniejsza jest modlitwa, a nie, tak jak uznawali rabini, studiowanie Talmudu.
Propagował także wiarę w to, że on sam jest pośrednikiem między niebem a ziemią. Uważał się za mesjasza z „Domu Józefa”, a jego dusza miała w każdym pokoleniu wcielać się w sprawiedliwego, który ma podtrzymać ten świat i zbawić go, gdy będzie na to gotowy.
Do jego uczniów mieli należeć m.in. Dow Ber z Międzyrzecza, Jaakow Josef z Połonnego, Meir Margolit z Ostroga i Menachem Mendel z Baru.

## Odniesienia w kulturze
Został sportretowany przez Olgę Tokarczuk w powieści Księgi Jakubowe.